# Cladonota mirabilis
Cladonota mirabilis är en insektsart som beskrevs av Leon Fairmaire. Cladonota mirabilis ingår i släktet Cladonota och familjen hornstritar. Inga underarter finns listade i Catalogue of Life.